# Vicegobernadores de Alberta

Bandera del vicegobernador de Alberta.

Esta es la lista de los vicegobernadores (en inglés, lieutenant governors) del estado canadiense de Alberta desde su fundación, en el año 1905. Estos vicegobernadores representan al rey o la reina de Inglaterra. 
| Vicegobernador       | Mandato                                         |
| -------------------- | ----------------------------------------------- |
| George Bulyea        | 1 de septiembre de 1905 – 20 de octubre de 1915 |
| Robert G. Brett      | 20 de octubre de 1915 – 29 de octubre de 1925   |
| William Egbert       | 29 de octubre de 1925 – 5 de mayo de 1931       |
| William Legh Walsh   | 5 de mayo de 1931 – 1 de octubre de 1936        |
| Philip Primrose      | 1 de octubre de 1936 – 17 de marzo de 1937      |
| John Campbell Bowen  | 23 de marzo de 1937 – 1 de febrero de 1950      |
| John James Bowlen    | 1 de febrero de 1950 – 16 de diciembre de 1959  |
| John Percy Page      | 19 de diciembre de 1959 – 26 de enero de 1966   |
| Grant MacEwan        | 26 de enero de 1966 – 2 de julio de 1974        |
| Ralph Steinhauer     | 2 de julio de 1974 – 18 de octubre de 1979      |
| Frank Lynch-Staunton | 18 de octubre de 1979 – 22 de enero de 1985     |
| Helen Hunley         | 22 de enero de 1985 – 11 de marzo de 1991       |
| Gordon Towers        | 11 de marzo de 1991 – 17 de abril de 1996       |
| Bud Olson            | 17 de abril de 1996 – 10 de febrero de 2000     |
| Lois Hole            | 10 de febrero de 2000 – 6 de enero de 2005      |
| Norman Kwong         | 20 de enero de 2005 - 11 de mayo de 2010        |
| Donald Ethell        | 11 de mayo de 2010 - 12 de junio de 2015        |
| Lois Mitchell        | 12 de junio de 2015 - 26 de agosto de 2020      |
| Salma Lakhani        | 26 de agosto de 2020                            |

## Orígenes
- Vicegobernadores de Alberta

- Datos: Q1850488
- Multimedia: Lieutenant Governors of Alberta / Q1850488